# A Fera na Selva (filme)
A Fera na Selva é um filme de drama brasileiro de 2019, dirigido por Eliane Giardini, Paulo Betti e Lauro Escorel a partir de um roteiro escrito por Paulo Betti, Luís Artur Nunes, Eliane Giardini e Rafael Romão, baseado livremente na obra homônima do escritor estadunidense Henry James. O filme retrata um homem que anseia por viver algo extraordinário, enquanto ignora as pequenas maravilhas de seu dia a dia. Paulo Betti e Eliane Giardini interpretam o casal de protagonistas que se encontra nessa circunstância, com narração de José Mayer.
A Fera na Selva teve sua première no Festival de Gramado em 22 de agosto de 2017 e foi lançado nos cinemas do Brasil em 3 de outubro de 2019 pela O2 Filmes. O filme obteve uma repercussão positiva entre a crítica especializada. No geral, a produção recebeu elogios pela desempenho dos protagonistas, sobretudo Eliane Giardini em sua atuação de múltiplas camadas, mas os diálogos foram considerados excessivamente teatral. Apesar da recepção positiva, comercialmente atingiu índices abaixo do esperado, com uma bilheteria de aproximadamente 42 600 reais.

## Sinopse
João (Paulo Betti) e Maria (Eliane Giardini) se reencontram após 10 anos no refeitório de uma universidade no interior de São Paulo. Maria, que se lembra de cada detalhe do passado, recorda especialmente uma confissão que João lhe fizera anos atrás. Encantado e perturbado pela precisão das lembranças de Maria, João revive o momento em que lhe revelou seu maior segredo: a certeza de que um evento extraordinário, capaz de transformar o rumo de sua vida, um dia aconteceria.
Convicto, mas atormentado por essa expectativa, João nunca conseguiu aproveitar o presente, sempre à espera desse futuro misterioso. O fato de Maria ser a única pessoa que conhece esse segredo cria uma conexão ainda mais profunda entre eles. Ela então se oferece para acompanhá-lo nessa vigília, aguardando juntos o momento em que essa “fera à solta na selva” finalmente se manifestará. Inspirado livremente na obra do escritor Henry James.

## Elenco
- Paulo Betti como João[5]
- Eliane Giardini como Maria
- Juliana Betti como cantora do teatro
- Janice Vieira como noiva do Acordeon
- Cristina Labronici como cuidadora
- Ademir Feliziane como homem que chora
- Mário Pérsico como guia turístico
- José Mayer como narrador (apenas voz)

## Produção

### Concepção e desenvolvimento
O filme, baseado no livro homônimo de Henry James, apresentou uma história de amor incompreendida, onde um homem passou a vida esperando pelo futuro e não percebeu as oportunidades que surgiam, deixando de lado acontecimentos que poderiam transformar sua vida, como uma fera à espreita na selva. A trama se desenrolou em cidades como Sorocaba, Salto, Votorantim e Iperó. A produção contou com mais de 600 pessoas, incluindo equipe técnica, fornecedores e figurantes.
Desde a montagem da peça em 1993, Paulo Betti sonhava em adaptar a obra para o cinema. A peça foi protagonizada por Betti e Eliane Giardini, à época casados, e os atores reprisaram seus papéis na adaptação para o cinema. Mais de duas décadas depois, ao propor a adaptação do texto para o cinema, ele encontrou resistência dela. A atriz comentou que havia uma divergência entre eles, pois ela acreditava que o material era excessivamente verboso para o formato cinematográfico. Na noite da primeira exibição do filme no Festival de Cinema de Gramado, ela disse que, se fosse uma estreia teatral, eles estariam revisando o texto. No entanto, ele não desejava fazer cortes, preferindo manter o filme exatamente como estava.
Em 2015, quando conseguiu viabilizar a filmagem, ele convidou quem quisesse participar, desde que tivesse lido o livro e o roteiro. Para isso, organizou um workshop em Sorocaba, promovendo sessões de filmes de referência. Mais de mil pessoas compareceram, assistindo a 10 filmes, entre eles O Quarto Verde (1978), de François Truffaut, e Limite (1931), de Mário Peixoto.
Betti ressaltou que as obsessões de James estavam presentes no filme, trazendo um clima de terror subliminar e destacando a obra como uma de suas principais. Ele descreveu o texto do autor como um soco no estômago e um alerta, com diálogos elaborados que conferiam um tom teatral. O final do filme, por sua vez, surgiu da sugestão de um menino de 12 anos que, após assistir Limite, propôs uma alteração que se inspirava em uma cena do cemitério do filme. Assim, o final foi modificado e agradou. Além disso, 90% dos figurantes que apareceram na película haviam lido tanto o livro quanto o roteiro. Dando continuidade a esse projeto educativo, foi planejado o lançamento do filme juntamente com um curso à distância de Adaptação Literária, que seria gratuito.

## Lançamento
A Fera na Selva foi exibido oficialmente pela primeira vez no 45° Festival de Cinema de Gramado, no Rio Grande do Sul, em 22 de agosto de 2017, concorrendo na mostra de longas-metragens nacionais. Em seguida, participou da seleção para o 24º Festival de Cinema de Vitória, entre 11 a 16 de setembro, no Espírito Santo. Foi selecionado para a 42ª Mostra Internacional de Cinema de São Paulo (SP), em 19 de outubro de 2017. Nos Estados Unidos, participou do 33º San Francisco Latin Film Festival e no 10º Chicago Latin Film Festival. Em 20 de fevereiro de 2018, participou da mostra de filmes do Festival Internacional de Cine de Punta del Leste, no Uruguai. A partir de 3 de outubro de 2019, data da estreia do filme no Rio de Janeiro, Paulo Betti começou a percorrer semanalmente diversas cidades do país, participando de sessões especiais e conversando com o público sobre a produção do projeto.

## Recepção

### Bilheteria
De acordo com os registros da Agência Nacional do Cinema (Ancine), o filme arrecadou 42 675,10 reais ao longo de suas semanas em cartaz nos cinemas brasileiros. O filme não obteve muito êxito em seu lançamento comercial registrando um público de aproximadamente 3 168 pessoas. No Brasil, o filme foi lançado no mesmo dia que o grande sucesso de bilheteria Coringa, dirigido por Todd Phillips para a DC Films.
Durante o lançamento do filme no Festival de Gramado, em 2017, Eliane Giardini comentou sobre as expectativas em relação à sua repercussão comercial. Ela expressou que via a trajetória do filme mais voltada para festivais e cineclubes, sem acreditar em um sucesso comercial amplo. A atriz destacou a importância da ousadia nesse tipo de projeto, especialmente para profissionais como ela, que têm uma longa carreira na televisão, onde frequentemente se trabalha com conteúdos mais previsíveis e menos arriscados, a não ser em algumas séries.

### Crítica

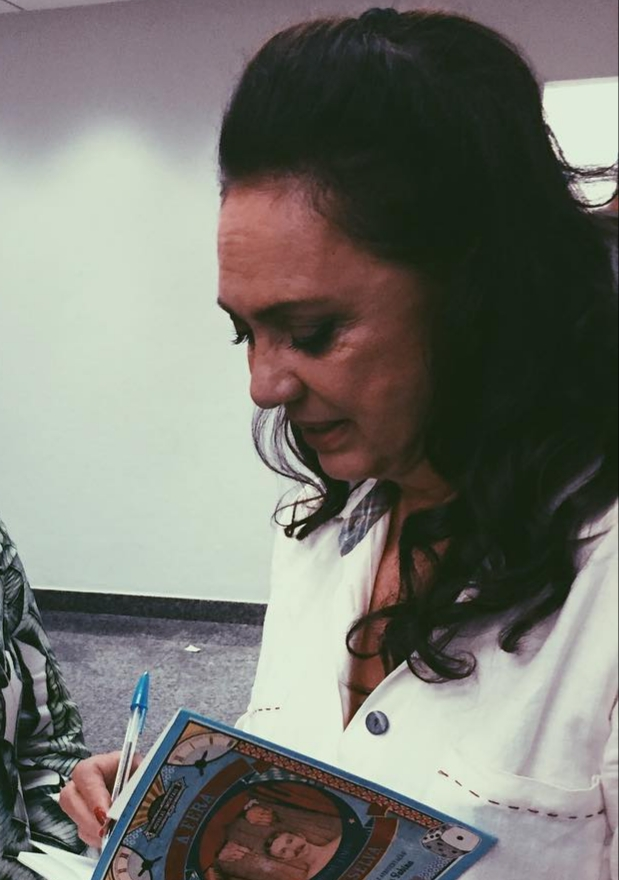
Eliane Giardini recebeu elogios por sua performance, sendo uma das favoritas ao Kikito de Melhor Atriz no Festival de Gramado 2017.

O filme despontou com uma recepção positiva por parte da crítica especializada. Susana Schild, em sua crítica para O Globo, destacou que A Fera na Selva se opõe à atual overdose de ação e reações imediatas. Ela elogiou a entrega da dupla principal, com um destaque especial para Eliane Giardini, que interpreta a mulher que decide esperar. No entanto, ela notou que, após a saída da personagem, o filme enfrenta uma queda, embora o resultado final apresente um diferencial importante para os tempos atuais, oferecendo elementos que provocam o espectador em busca de experiências mais profundas e significativas.
Vinícius Volcof avaliou o filme com a nota 7.5 de 10. Volcof escreveu para o website Cinema com Rapadura que o filme "não tem pretensões de ser grandioso ou pirotécnico em seu desenvolvimento, nem ideológico no conteúdo". Volcof observou que o texto, especialmente nos diálogos, apresenta um caráter bastante teatral. Embora isso possa comprometer um pouco a naturalidade, a qualidade dramatúrgica da história é mantida. O original de James é reconhecido por suas sutilezas linguísticas, o que torna a adaptação desafiadora. Além disso, há uma narração feita por José Meyer que une as intenções da trama. Apesar de ser arriscado utilizar muitas narrações no cinema—onde a regra é mostrar em vez de falar—neste caso, o recurso cumpre uma função literária, ajudando a marcar o texto e a guiar a narrativa.
Na crítica do Santos Film Festival, André Azenha elogiou a direção de arte e a fotografia do longa, destacando sua elegância e sinceridade na proposta, que preserva o português da tradução de Fernando Sabino, utilizando a norma culta nas cenas. Ele ressaltou a atuação de Paulo e Eliane, que conseguiram fazer a transição dos personagens do teatro para o cinema de forma natural. No entanto, o grande destaque foi para Giardini, cuja interpretação elevou um papel que, no texto de 1903, não tinha grande importância, fazendo com que ela se tornasse a verdadeira protagonista. Todos os momentos em que a atriz aparece são considerados brilhantes.